# Rhynchium cyanopterum
Rhynchium cyanopterum är en stekelart som beskrevs av Henri Saussure 1852. Rhynchium cyanopterum ingår i släktet Rhynchium och familjen Eumenidae.

## Underarter
Arten delas in i följande underarter:
- R. c. assabense
- R. c. somaliense